# Werner Hedman
Werner Hedman, né le 6 avril 1926 à Copenhague et mort le 26 juin 2005 dans la même ville est un réalisateur, acteur et producteur danois ayant œuvré dans le cinéma érotique et pornographique.

## Biographie
Werner Hedman est surtout connu pour sa participation à la série des films du Zodiac (il en a réalisé cinq sur les six que compte la série). Produit par Happy-Fims. Tous ces films ont bénéficié de la collaboration de l'acteur danois Ole Søltoft .
Bien que ces films soient clairement revendiqués comme pornographiques, ils ont été produits dans les mêmes conditions que le cinéma traditionnel et critiqué de la même façon par les journaux nationaux danois. (cf Ebbe Villadsen 2005)

## Filmographie partielle

### Comme réalisateur
- 1974 : I Tyrens tegn (Les leçons de Carola, Spécialités danoises, In sign of Taurus)
- 1975 : I Tvillingernes tegn (In the Sign of the Gemini)
- 1976 : I Løvens tegn (Encore plus, In the Sign of the Lion, Les belles dames du temps jadis)
- 1977 : Agent 69 Jensen i Skorpionens tegn (Les filles du Scorpion, A nous les belles danoises, In The Sign Of The Scorpius)
- 1978 : Agent 69 Jensen i Skyttens tegn (Les dames de Copenhague, In The Sign Of The Sagittarius)

### Comme acteur
- 1959 : La Grenouille attaque Scotland Yard (Der Frosch mit der Maske, Frøen med masken) de Harald Reinl